# Karl Moersch
Karl Moersch (* 11. März 1926 in Calw; † 12. Juli 2017 in Ludwigsburg) war ein deutscher Politiker (FDP/DVP), Journalist und Sachbuchautor. Er war von 1964 bis 1976 Mitglied des Deutschen Bundestages und von 1970 bis 1976 Parlamentarischer Staatssekretär bzw. Staatsminister im Auswärtigen Amt. Von 1971 bis 1974 war Moersch Landesvorsitzender der FDP Baden-Württemberg.

## Leben
Moersch wurde nach dem Abitur 1944 zum Kriegsdienst eingezogen und 1944/45 in der Pfalz (also an der Westfront) eingesetzt. Am 23. Februar 1944 beantragte er die Aufnahme in die NSDAP und wurde zum 20. April desselben Jahres aufgenommen (Mitgliedsnummer 9.956.589). Nach der Rückkehr aus der Kriegsgefangenschaft 1946 erlernte er den Beruf des Redakteurs und war für verschiedene Zeitungen und Zeitschriften tätig, darunter von 1948 bis 1954 für Die Rheinpfalz.

### Politiker
Er trat am 1. September 1964 für den ausgeschiedenen Abgeordneten Robert Margulies in den Deutschen Bundestag ein. Bis nach der Bundestagswahl 1976 war er Mitglied des Deutschen Bundestages. Moersch ist stets über die Landesliste Baden-Württemberg in den Bundestag eingezogen.
Moersch war von 1971 bis 1974 Landesvorsitzender der FDP/DVP in Baden-Württemberg. Bei der Landtagswahl 1972 führte er die baden-württembergische FDP in den Wahlkampf.
Zum 2. Juli 1970 wurde er als Parlamentarischer Staatssekretär beim Bundesminister des Auswärtigen in die von Bundeskanzler Willy Brandt geführte Bundesregierung berufen. Dieses Amt behielt er auch in der ab 1974 von Helmut Schmidt geleiteten Regierung (Kabinett Schmidt I). Am 19. August 1974 erfolgte die Umbenennung seines Postens in Staatsminister im Auswärtigen Amt.
Politisch hat Moersch mit der damaligen Bundesregierung unter anderem die damalige Militärdiktatur in Argentinien gedeckt. Bei einem Staatsbesuch in Argentinien im Juli 1976 lobte er zunächst die neue Wirtschaftspolitik der Militärregierung und sodann auch deren Maßnahmen bei der Bekämpfung des Terrorismus. Nach seiner Rückkehr nach Bonn verbreitete Moersch die Versionen der argentinischen Militärs, wonach der Deutsch-Argentinier Klaus Zieschank möglicherweise von einer regierungsfeindlichen Gruppe festgehalten oder in den  Untergrund gegangen sei. Er erwies sich später als einer der Verschwundenen, ein Opfer der Militärregierung.
Der Bundesregierung sei es jedoch nicht möglich gewesen, etwas über seinen Aufenthaltsort zu sagen. Nach seiner Ansicht habe die argentinische Regierung in dieser Angelegenheit „nichts verheimlicht“. Ministerialdirektor Lothar Lahn vom Auswärtigen Amt sprach nach seiner Argentinien-Reise mit Staatsminister Moersch in einem Rundfunkinterview davon, die argentinische Regierung werfe Zieschank vor, für eine Untergrundorganisation gearbeitet zu haben, Dienste geleistet und Schriften verteilt zu haben. Der Ministerialdirektor unterstrich, die argentinische Regierung habe „glaubhaft versichert“, nicht zu wissen, wo Zieschank sei. Klaus Zieschank war zu diesem Zeitpunkt bereits tot, was der Bundesregierung bekannt war.
Nach der Bundestagswahl 1976 schied er am 14. Dezember 1976 aus der Regierung aus; auf seinen Posten folgte Hildegard Hamm-Brücher (FDP).
Von 1980 bis 1985 vertrat er die Bundesrepublik Deutschland im Exekutivrat der UNO-Sonderorganisation UNESCO in Paris.

### Freier Journalist und Sachbuchautor, Ruhestand
Nach seinem Ausscheiden aus der Politik war er seit 1977 als freier Journalist und Autor tätig. Er arbeitete unter anderem für den Süddeutschen Rundfunk und für den Bayerischen Rundfunk. Der Schwerpunkt seiner Autorentätigkeit lag in der südwestdeutschen Regionalgeschichte mit besonderem Blick auf die liberalen Wurzeln in dieser Region. 1997 erhielt er den Ludwig-Uhland-Preis für seine Verdienste um die Landesgeschichte sowie für seine politischen Leistungen. 2001 verlieh Ministerpräsident Erwin Teufel ihm den Titel Professor h.c. für herausragende wissenschaftliche Arbeiten.
Er war Vorstandsmitglied des Deutsch-Französischen Instituts in Ludwigsburg.
Moersch lebte in Ludwigsburg.

## Werke
- 1978: Kursrevision – Deutsche Politik nach Adenauer, Societäts-Verlag
- 1979: Europa für Anfänger. Fakten zur Volljährigkeit, Societäts-Verlag, ISBN 3-7973-0342-4
- 1984: Bei uns im Staate Beutelsbach. Vom unbekannten Württemberg, Neske, ISBN 978-3788502669
- 1986: Sind wir denn eine Nation? Die Deutschen und ihr Vaterland, Bonn aktuell, ISBN 978-3879591862
- 1994: Geschichte der Pfalz, 5. Aufl., Pfälz. Verl.-Anst., Landau/Pfalz, ISBN 3-87629-121-6
- 1991: Sueben, Württemberger und Franzosen – Historische Spurensuche im Westen, ISBN 978-3421065971
- 1996: Sperrige Landsleute – Wilhelm I. und der Weg zum modernen Württemberg, DRW-Verlag, ISBN 978-3871813733
- 1998: Es geht seltsam zu – in Württemberg. Von außergewöhnlichen Ideen und Lebensläufen, DRW-Verlag, ISBN 978-3871814099
- 2001: Immer wieder war’s ein Abenteuer. Erinnerungen, Stuttgart, DVA, ISBN 978-3-42105418-0
- 2002: Kontrapunkt Baden-Württemberg. Zur Vorgeschichte und Geschichte des Südweststaats, DRW-Verlag, ISBN 3-87181-478-4
- 2005: Alle Menschen werden Brüder. Das moderne Europa Friedrich Schillers, Markstein-Verlag, ISBN 3-935129-23-8